# Liste der Stolpersteine in Zwartewaterland
Die Liste der Stolpersteine in Zwartewaterland enthält Stolpersteine, die im Rahmen des gleichnamigen Projekts von Gunter Demnig in der niederländischen Gemeinde Zwartewaterland in der Provinz Overijssel verlegt wurden. Stolpersteine sind Opfern des Nationalsozialismus gewidmet; all jenen, die vom NS-Regime drangsaliert, deportiert, ermordet, in die Emigration oder in den Suizid getrieben wurden. Demnig verlegt für jedes Opfer einen eigenen Stein, im Regelfall vor dem letzten selbst gewählten Wohnsitz.
Im Jahr 2001 fusionierten die Gemeinden Genemuiden, Zwartsluis und Hasselt zur Gemeinde Zwartewaterland.
Die ersten und bislang einzigen Verlegungen (Stand: 28. April 2023) von Stolpersteinen in Zwartewaterland erfolgten am 5. November 2014.
In Zwartewaterland wurden an vier Standorten in Zwartsluis elf Stolpersteine verlegt.

## Verlegte Stolpersteine
| Stolperstein | Übersetzung | Verlegeort                        | Name, Leben                             |
| ------------ | --- | --------------------------------- | --------------------------------------- |
|              | HIER WOHNTE ARON ARONIUS GEB. 1923 DEPORTIERT 1942 AUS WESTERBORK ERMORDET 30-9-1942 AUSCHWITZ                 | Zwartsluis, · Klein Lageland 30 · | Aron Aronius (1923–1942)                |
|              | HIER WOHNTE MOZES ARONIUS GEB. 1896 DEPORTIERT 1942 AUS WESTERBORK ERMORDET 25-1-1943 AUSCHWITZ                | Zwartsluis, · Westeinde 5 ·       | Mozes Aronius (1896–1943)               |
|              | HIER WOHNTE SALOMON ARONIUS GEB. 1929 DEPORTIERT 1942 AUS WESTERBORK ERMORDET 8-10-1942 AUSCHWITZ              | Zwartsluis, · Westeinde 5 ·       | Salomon Aronius (1929–1942)             |
|              | HIER WOHNTE SARA ARONIUS GEB. 1921 DEPORTIERT 1942 AUS WESTERBORK ERMORDET 8-10-1942 AUSCHWITZ                 | Zwartsluis, · Klein Lageland 30 · | Sara Aronius (1921–1942)                |
|              | HIER WOHNTE WOLF ARONIUS GEB. 1894 DEPORTIERT 1942 AUS WESTERBORK ERMORDET 20-12-1942 MALAPANE                 | Zwartsluis, · Klein Lageland 30 · | Wolf Aronius (1894–1942)                |
|              | HIER WOHNTE CAROLINA ARONIUS- POTSDAMMER GEB. 1893 DEPORTIERT 1942 AUS WESTERBORK ERMORDET 8-10-1942 AUSCHWITZ | Zwartsluis, · Klein Lageland 30 · | Carolina Aronius-Potsdammer (1893–1942) |
|              | HIER WOHNTE GESIENA ARONIUS- VAN GELDER GEB. 1896 DEPORTIERT 1942 AUS WESTERBORK ERMORDET 8-10-1942 AUSCHWITZ  | Zwartsluis, · Westeinde 5 ·       | Gesiena Aronius-van Gelder (1896–1942)  |
|              | HIER WOHNTE SALOMON BREST GEB. 1897 DEPORTIERT 1942 AUS WESTERBORK ERMORDET 31-12-1942 BLECHHAMMER             | Zwartsluis, · Stationsweg 28 ·    | Salomon Brest (1897–1942)               |
|              | HIER WOHNTE ROZETTE BREST- VAN DAM GEB. 1871 DEPORTIERT 1943 AUS VUGHT ERMORDET 14-5-1943 SOBIBOR              | Zwartsluis, · Stationsweg 28 ·    | Rozette Brest-van Dam (1871–1943)       |
|              | HIER WOHNTE JOSEPH HAMMELBURG GEB. 1879 DEPORTIERT 1943 AUS VUGHT ERMORDET 14-5-1943 SOBIBOR                   | Zwartsluis, · Buitenkwartier 3 ·  | Joseph Hammelburg (1879–1943)           |
|              | HIER WOHNTE SAARTJE OVERWEG GEB. 1861 DEPORTIERT 1943 AUS VUGHT ERMORDET 14-5-1943 SOBIBOR                     | Zwartsluis, · Buitenkwartier 3 ·  | Saartje Overweg (1861–1943)             |

## Verlegedatum
- 5. November 2014

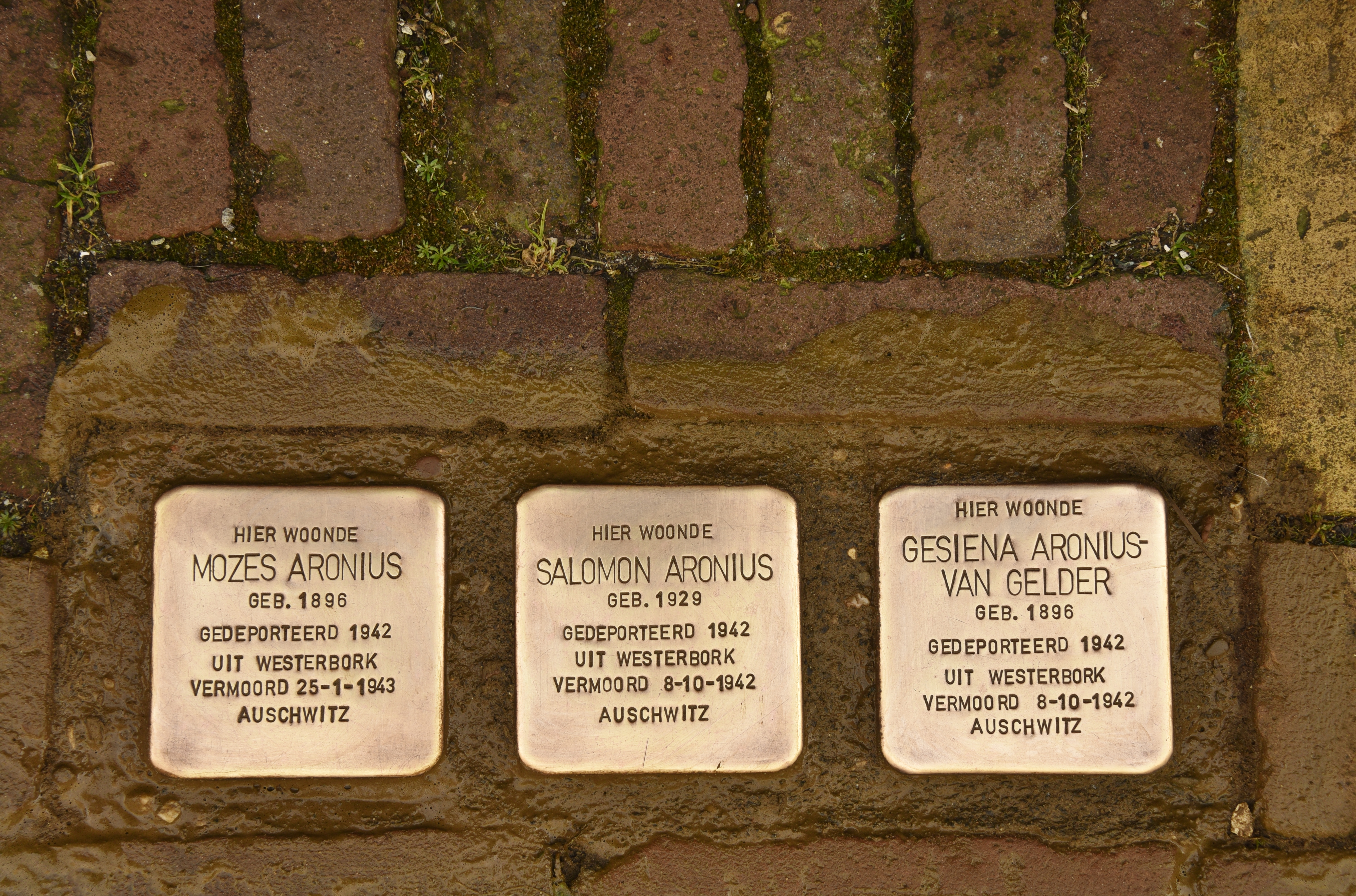
Westeinde 5
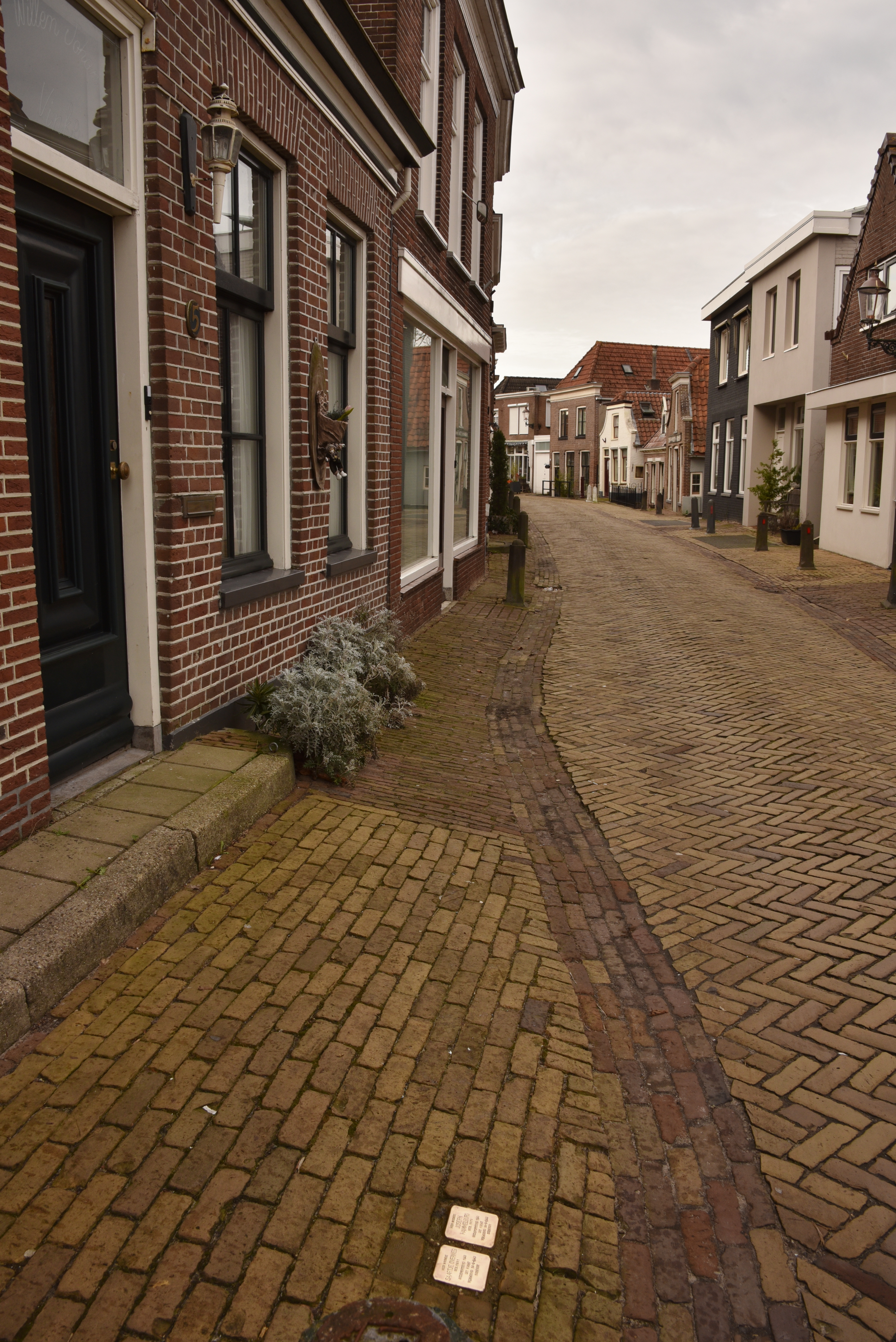
Buitenkwartier 3
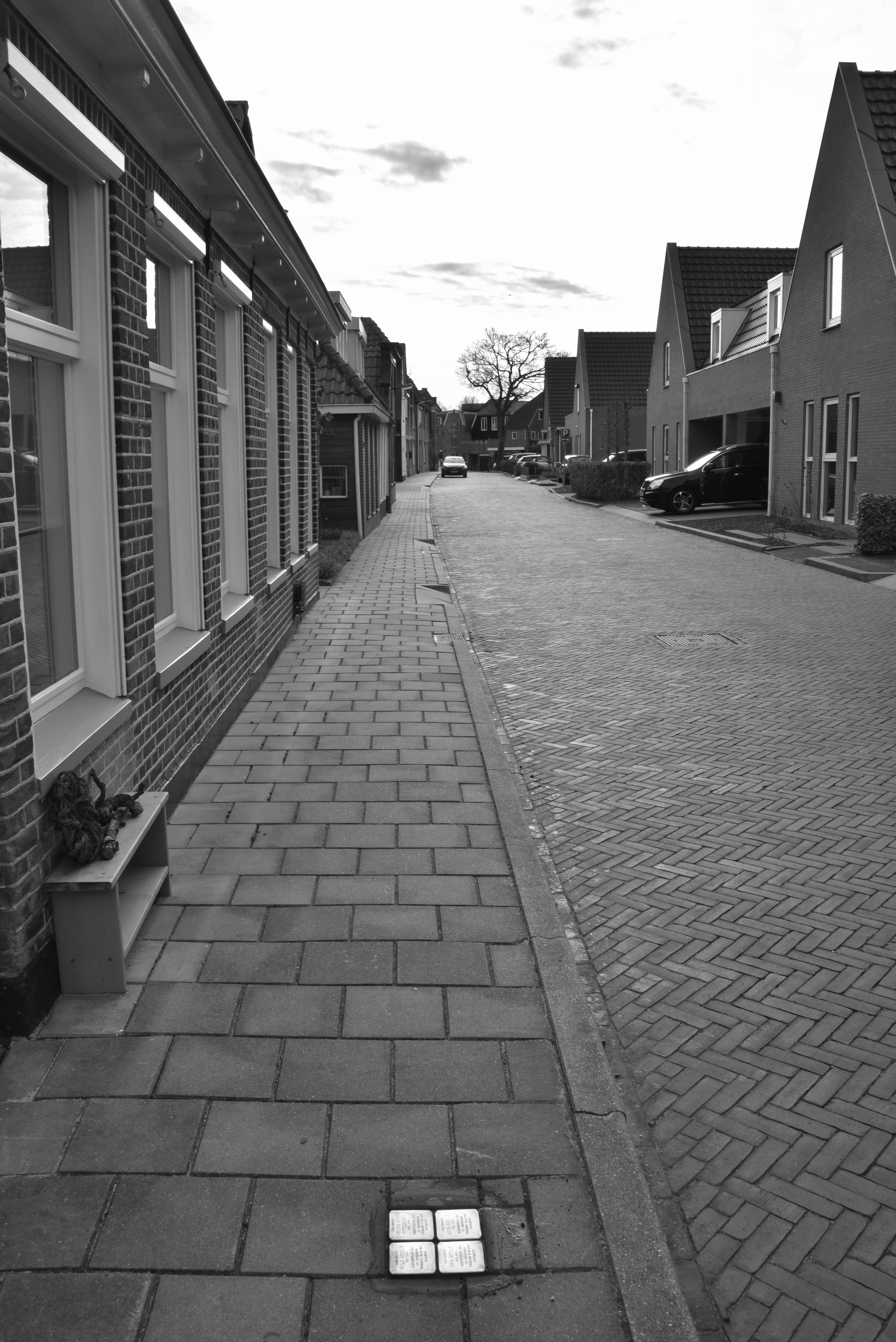
Klein Lageland 30
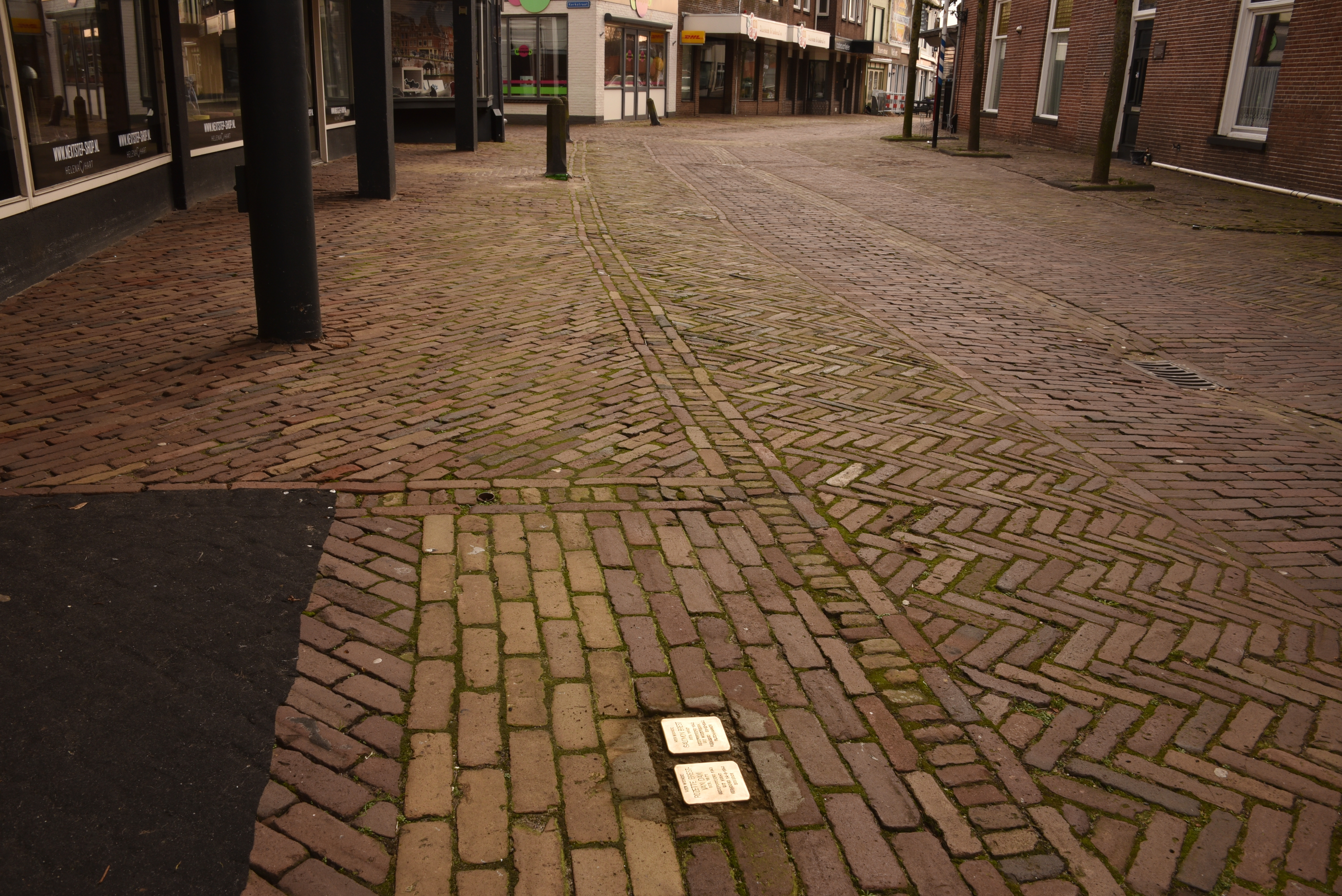
Stationsweg 28